# Lipotaxia perpulverosa
Lipotaxia perpulverosa là một loài bướm đêm trong họ Geometridae.